# Список районов авиационного базирования в СССР во время Великой Отечественной войны
Список районов авиационного базирования в СССР во время Великой Отечественной войны
Данный список составлен на основании Перечня № 3 «Полевые управления главных командований, управлений оперативных групп, оборонительных районов, укрепленных районов и районов авиационного базирования», составленного начальником военно-научного управления Генерального штаба генерал-полковником Покровским и изданного в 1956 году. Районам авиационного базирования отведена глава V данного перечня.
Согласно «Краткому словарю оперативно тактических и общевоенных слов (терминов)», район авиационного базирования (РАБ) – территория, занятая аэродромной сетью ВВС. Аэродромная сеть представляет собой систему аэродромных узлов и отдельных аэродромов различных родов авиации, расположенных в полосе фронта. Удаление РАБ от линии фронта зависит от рода авиации, характера местности и условий наземной и воздушной обстановки. Средние нормы удаления РАБ от общего развития аэродромной сети на театре военных действий, рода авиации и выполняемых задач.
В период Великой Отечественной войны в СССР действовали следующие

## Районы авиационного базирования
| Наименование (периоды вхождения в действующую армию)                                                                                                | Состав (периоды вхождения в действующую армию) | Примечания                                                                |
| --- | --- | ------------------------------------------------------------------------- |
| 1-й район авиационного базирования (28.06.1941 — 15.11.1944)                                                                                        | - 1-я отдельная рота связи (05.12.1942 — 14.11.1944) - 101-й отдельный автотранспортный батальон (05.12.1942 — 20.04.1943) - 1-я техническая команда по уборке аварийных самолетов (до апреля 1943 г. — № 3) (05.12.1942 — 01.11.1943) - 2-я техническая команда по уборке аварийных самолетов (до 04.1943 г. — № 6) (05.12.1942 — 01.11.1943) - 1-я отдельная трофейно-техническая рота (01.11.1943 — ??.11.1944) - 888-я отдельная зенитно-пулеметная рота (02.03.1944 — 14.11.1944) - 1-й прачечный отряд (01.02.1943 — 14.11.1944) - 1-й полевой военно-хозяйственный склад (20.02.1943 — 14.11.1944) - 1857-я полевая касса Госбанка (05.12.1942 — 14.11.1944) - 569-я военно-почтовая станция (05.12.1942 — 14.11.1944) | Сформирован в Архангельске к 01.07.1941                                   |
| 2-й район авиационного базирования (22.06.1941 — 14.11.1944)                                                                                        | - 2-я отдельная рота связи (22.06.1941 — 20.09.1941, 26.05.1942 — 14.11.1944) - 2-й отдельный батальон связи (20.09.1941 — 01.10.1941) - 202-й отдельный батальон оперативной связи (10.10.1941 — 10.04.1942) - 102-й отдельный автотранспортный батальон (10.11.1941 — 01.01.1944) - 3-я техническая команда по уборке аварийных самолетов (18.03.1942 — 02.10.1943) - 4-я техническая команда по уборке аварийных самолетов (15.09.1942 — 02.10.1943) - 22-я отдельная трофейно-техническая рота (06.10.1943 — 14.11.1944) - 887-я-я отдельная зенитно-пулеметная рота (31.03.1944 — 14.11.1944) - 2-й прачечный отряд (06.12.1942 — 14.11.1944) - 2-й полевой военно-хозяйственный склад (20.02.1943 — 14.11.1944) - 460-я полевая касса Госбанка (20.09.1941 — 14.11.1944) - 555-я военно-почтовая станция (20.09.1941 — 14.11.1944) |                                                                           |
| 3-й район авиационного базирования (22.06.1941 — 14.11.1944, 16.12.1944 — 11.05.1945)                                                               | - 3-я отдельная рота связи (25.06.1941 — 15.10.1941, 07.05.1942 — 14.11.1944, 16.12.1944 — 11.05.1945) - 203-й отдельный батальон связи (15.10.1941 — 13.03.1942) - 103-й отдельный автотранспортный батальон (01.11.1941 — 09.04.1943) - 220-я команда по сбору и эвакуации трофейных боеприпасов (25.02.1945 — 11.05.1945) - 5-я техническая команда по уборке аварийных самолетов (01.09.1942 — 05.10.1943) - 6-я техническая команда по уборке аварийных самолетов (15.11.1942 — 05.10.1943) - 3-я отдельная трофейно-эвакуационная рота (05.10.1943 — 14.11.1944, 16.12.1944 — 11.05.1945) - 889-я отдельная зенитно-пулеметная рота (01.04.1944 — 14.11.1944, 16.12.1944 — 11.05.1945) - 3-й прачечный отряд (06.12.1942 — 14.11.1944, 16.12.1944 — 11.05.1945) - 3-й полевой военно-хозяйственный склад (20.02.1943 — 14.11.1944, 16.12.1944 — 11.05.1945) - 462-я полевая касса Госбанка (10.09.1941 — 14.11.1944, 16.12.1944 — 11.05.1945) - 721-я военно-почтовая станция (12.09.1941 — 14.11.1944, 16.12.1944 — 11.05.1945) |                                                                           |
| 4-й район авиационного базирования (22.06.1941 — 14.11.1944, 19.02.1945 — 09.05.1945)                                                               | - 4-я отдельная рота связи (4-й отдельный батальон связи) 28.06.1941 — 14.11.1944, 19.02.1945 — 09.05.1945) - 204-й отдельный батальон оперативной связи 22.02.1942 — 01.03.1942) - 104-й отдельный автотранспортный батальон (14.01.1942 — 29.04.1943) - 141-й отдельный автотранспортный батальон (20.04.1945 — 09.05.1945) - 232-я техническая окоманда по сбору и эвакуации трофейных боеприпасов (03.1945 — 09.05.1945) - 7-я техническая команда по уборке аварийных самолетов (01.04.1942 — 28.09.1943) - 4-я отдельная трофейно-эвакуационная рота (02.10.1943 — 14.11.1944, 19.02.1945 — 09.05.1945) - 890-я отдельная зенитно-пулеметная рота (10.05.1944 — 14.11.1944, 19.02.1945 — 09.05.1945) - 4-й полевой военно-хозяйственный склад (20.04.1943 — 14.11.1944, 19.02.1945 — 09.05.1945) - 464-я полевая касса Госбанка (22.06.1941 — 14.11.1944, 19.02.1945 — 09.05.1945) - 553-я военно-почтовая станция (22.06.1941 — 14.11.1944, 19.02.1945 — 09.05.1945) |                                                                           |
| 5-й ордена Красной Звезды район авиационного базирования (22.06.1941-09.05.1945)                                                                    | - 5-я отдельная рота связи (5-й отдельный батальон связи) 22.06.1941 — 09.05.1945) - 205-й отдельный батальон оперативной связи 22.09.1941 — 16.02.1942) - 105-й отдельный автотранспортный батальон (24.10.1941 — 09.05.1945) - 207-я окоманда по сбору и эвакуации трофейных боеприпасов (02.03.1945 — 09.05.1945) - 8-я техническая команда по уборке аварийных самолетов (до апреля 1943 г. — № 1) 02.03.1942 — 30.09.1943) - 9-я техническая команда по уборке аварийных самолетов (до апреля 1943 г. — № 2) 02.03.1942 — 30.09.1943) - 10-я техническая команда по уборке аварийных самолетов (до апреля 1943 г. — № 3) 02.03.1942 — 30.09.1943) - 5-я отдельная трофейно-эвакуационная рота (01.10.1943 — 09.05.1945) - 891-я отдельная зенитно-пулеметная рота (09.03.1944 — 09.05.1945) - 5-й прачечный отряд (20.11.1942 — 09.05.1945) - 5-й полевой военно-хозяйственный склад (20.02.1943 — 09.05.1945) - 560-я полевая касса Госбанка (22.09.1941 — 09.05.1945) - 745-я военно-почтовая станция (22.09.1941 — 09.05.1945) |                                                                           |
| 6-й ордена Красной Звезды район авиационного базирования (22.06.1941 — 09.05.1945)                                                                  | - 6-я отдельная рота связи (6-й отдельный батальон связи) 24.06.1941 — 09.05.1945) - 206-й отдельный батальон оперативной связи 21.09.1941 — 24.02.1942) - 106-й отдельный автотранспортный батальон (07.10.1941 — 09.05.1945) - 11-я техническая команда по уборке аварийных самолетов (10.03.1943 — 01.10.1943) - 12-я техническая команда по уборке аварийных самолетов (10.03.1943 — 01.10.1943) - 6-я отдельная трофейно-эвакуационная рота (01.10.1943 — 09.05.1945) - 892-я отдельная зенитно-пулеметная рота (10.03.1944 — 09.05.1945) - 6-й прачечный отряд (01.12.1942 — 09.05.1945) - 6-й полевой военно-хозяйственный склад (21.02.1943 — 09.05.1945) - 80-я полевая касса Госбанка (09.09.1941 — 09.05.1945) - 448-я военно-почтовая станция (10.09.1941 — 09.05.1945) |                                                                           |
| 7-й район авиационного базирования (24.06.1941 — 20.11.1943, 12.12.1943 — 17.01.1944, 15.03.1944 — 07.09.1944, 10.11.1944 09.05.1945)               | - 7-я отдельная рота связи (24.06.1941 — 10.09.1941, 20.04.1942 — 20.11.1943, 12.12.1943 — 17.01.1944, 15.03.1944 — 07.09.1944, 10.11.1944 — 09.05.1945) - 117-й отдельный батальон связи (10.09.1941 — 01.10.1941) - 7-й отдельный батальон связи (01.10.1941 — 20.04.1942) - 207-й отдельный батальон оперативной связи 28.09.1941 — 20.02.1942) - 107-й отдельный автотранспортный батальон (27.02.1942 — 20.11.1943, 12.12.1943 — 17.01.1944, 15.03.1944 — 07.09.1944, 10.11.1944 — 09.05.1945) - 21-я техническая команда по уборке аварийных самолетов (до апреля 1943 г. — № 1) 20.02.1942 — 28.09.1943) - 22-я техническая команда по уборке аварийных самолетов (до апреля 1943 г. — № 2) 10.11.1942 — 28.09.1943) - 23-я техническая команда по уборке аварийных самолетов (до апреля 1943 г. — № 3) 10.11.1942 — 28.09.1943) - 7-я отдельная трофейно-эвакуационная рота (28.09.1943 — 20.11.1943, 12.12.1943 — 17.01.1944, 15.03.1944 — 07.09.1944, 10.11.1944 — 09.05.1945) - 904-я отдельная зенитно-пулеметная рота (01.01.1944 — 01.07.1944) - 901-я отдельная зенитная батарея 01.07.1944 — 07.09.1944, 10.11.1944 — 09.05.1945) - 1131-я отдельная зенитно-пулеметная рота (01.02.1945 — 09.05.1945) - 7-й прачечный отряд (01.01.1943 — 20.11.1943, 12.12.1943 — 17.01.1944, 15.03.1944 — 07.09.1944, 10.11.1944 — 09.05.1945) - 7-й полевой военно-хозяйственный склад (01.03.1943 — 20.11.1943, 12.12.1943 — 17.01.1944, 15.03.1944 — 07.09.1944, 10.11.1944 — 09.05.1945) - 95-я полевая касса Госбанка (12.09.1941 — 20.11.1943, 12.12.1943 — 17.01.1944, 15.03.1944 — 07.09.1944, 10.11.1944 — 09.05.1945) - 497-я военно-почтовая станция (12.09.1941 — 20.11.1943, 12.12.1943 — 17.01.1944, 15.03.1944 — 07.09.1944, 10.11.1944 — 09.05.1945) |                                                                           |
| 8-й район авиационного базирования (03.09.1941 — 24.04.1944, 12.07.1944 — 09.05.1945)                                                               | - 8-я отдельная рота связи (8-й отдельный батальон связи) 14.09.1941 — 24.04.1944, 12.07.1944 — 09.05.1945) - 116-й отдельный батальон связи (03.09.1941 — 13.09.1941) - 208-й отдельный батальон оперативной связи 11.10.1941 — 02.1942) - 108-й отдельный автотранспортный батальон (11.02.1942 — 24.04.1944, 12.07.1944 — 09.05.1945) - 28-я техническая команда по уборке аварийных самолетов (23.03.1943 — 28.09.1943) - 29-я техническая команда по уборке аварийных самолетов (23.03.1943 — 28.09.1943) - 8-я отдельная трофейно-эвакуационная рота (28.09.1943 — 24.04.1944, 12.07.1944 — 09.05.1945) - 897-я отдельная зенитно-пулеметная рота (05.03.1944 — 24.04.1944, 12.07.1944 — 09.05.1945) - 8-й прачечный отряд (20.11.1942 — 24.04.1944, 12.07.1944 — 09.05.1945) - 8-й полевой военно-хозяйственный склад (01.03.1943 — 24.04.1944, 12.07.1944 — 09.05.1945) - 87-я полевая касса Госбанка (10.09.1941 — 01.01.1943) - 482-я полевая касса Госбанка (01.03.1943 — 24.04.1944, 12.07.1944 — 09.05.1945) - 477-я военно-почтовая станция (10.09.1941 — 24.04.1944, 12.07.1944 — 09.05.1945) |                                                                           |
| 9-й район авиационного базирования (03.09.1941 — 18.04.1943, 17.07.1943 — 16.03.1944, 09.08.1944 — 09.05.1945)                                      | - 9-я отдельная рота связи (9-й отдельный батальон связи) 15.09.1941 — 18.04.1943, 17.07.1943 — 16.03.1944, 09.08.1944 — 09.05.1945) - 257-й отдельный батальон связи (08.09.1941 — 15.09.1941) - 9-й отдельный батальон оперативной связи 08.10.1941 — 12.02.1942) - 9-й отдельный автотранспортный батальон (17.04.1942 — 18.04.1943, 17.07.1943 — 16.03.1944, 09.08.1944 — 09.05.1945) - 238-я окоманда по сбору и эвакуации трофейных боеприпасов (02.03.1945 — 09.05.1945) - 1-я эксплуатационно-техническая команда 05.08.1942 — 18.04.1943, 17.07.1943 — 16.03.1944) - Мигаловская техническо-эксплуатационная команда 23.06.1942 — 09.04.1943) - 30-я техническая команда по уборке аварийных самолетов (до марта 1943 г. — № 1) 05.05.1942 — 18.04.1943, 17.07.1943 — 29.09.1943) - 31-я техническая команда по уборке аварийных самолетов (до марта 1943 г. — № 2) 23.06.1942 — 18.04.1943, 17.07.1943 — 29.09.1943) - 9-я отдельная трофейно-эвакуационная рота (29.09.1943 — 16.03.1944, 09.08.1944 — 09.05.1945) - 907-я отдельная зенитно-пулеметная рота.08.1944 — 09.05.1945) - 9-й прачечный отряд (01.12.1942 — 18.04.1943, 17.07.1943 — 16.03.1944, 09.08.1944 — 09.05.1945) - 9 продовольственный склад (20.01.1942 — 07.02.1943) - 9-й полевой военно-хозяйственный склад (01.03.1943 — 18.04.1943, 17.07.1943 — 16.03.1944, 09.08.1944 — 09.05.1945) - 576-я полевая касса Госбанка (08.09.1941 — 18.04.1943, 17.07.1943 — 16.03.1944, 09.08.1944 — 09.05.1945) - 177-я военно-почтовая станция (15.09.1941 — 18.04.1943, 17.07.1943 — 16.03.1944, 09.08.1944 — 09.05.1945) |                                                                           |
| 10-й ордена Красной Звезды район авиационного базирования (09.09.1941 — 26.02.1944, 18.04.1944 — 11.05.1945)                                        | - 10-я отдельная рота связи (10-й отдельный батальон связи) 09.09.1941 — 26.02.1944, 18.04.1944 — 11.05.1945) - 210-й отдельный батальон оперативной связи 25.09.1941 — 20.02.1942) - 110-й отдельный автотранспортный батальон (11.10.1941 — 26.02.1944, 18.04.1944 — 11.05.1945) - 231-я техническая окоманда по сбору и эвакуации трофейных боеприпасов (15.03.1945 — 11.05.1945) - 15-я техническая команда по уборке аварийных самолетов (до апреля 1943 г. — № 1) 23.04.1942 — 28.09.1943) - 16-я техническая команда но уборке аварийных самолетов (до апреля 1943 г. — № 2) 23.04.1942 — 28.09.1943) - 10-я отдельная трофейно-эвакуационная рота (28.09.1943 — 26.02.1944, 18.04.1944 — 11.05.1945) - 894-я отдельная зенитно-пулеметная рота (27.04.1944 — 11.05.1945) - 10-й прачечный отряд (05.12.1942 — 26.02.1944, 18.04.1944 — 11.05.1945) - 10-й полевой военно-хозяйственный склад (17.03.1943 — 26.02.1944, 18.04.1944 — 11.05.1945) - 100-я полевая касса Госбанка (25.09.1941 — 26.02.1944, 18.04.1944 — 11.05.1945) - 858-я военно-почтовая станция (22.09.1941 — 26.02.1944, 18.04.1944 — 11.05.1945) | Сформирован на базе 18 авиационной базы                                   |
| 11-й район авиационного базирования (19.09.1941 — 26.11.1944)                                                                                       | - 11-я отдельная рота связи (11-й отдельный батальон связи) 19.09.1941 — 26.11.1944) - 211-й отдельный батальон оперативной связи 19.09.1941 — 20.02.1942) - 111-й отдельный автотранспортный батальон (04.10.1941 — 26.11.1944) - 17-я техническая команда по уборке аварийных самолетов (до апреля 1943 г. — № 1) 25.02.1942 — 30.09.1943) - 18-я техническая команда по уборке аварийных самолетов (до апреля 1943 г. — № 2) 15.03.1942 — 30.09.1943) - 11-я отдельная трофейно-техническая рота 01.10.1943 — 26.11.1944) - 895-я отдельная зенитно-пулеметная рота (16.03.1944 — 26.11.1944) - 11-й прачечный отряд (01.01.1943 — 26.11.1944) - 11-й полевой военно-хозяйственный склад (20.03.1943 — 26.11.1944) - 77-я полевая касса Госбанка (25.09.1941 — 26.11.1944) - 556-я военно-почтовая станция (22.09.1941 — 26.11.1944) | Сформирован на базе 9 авиационной базы                                    |
| 12-й район авиационного базирования (22.06.1941 — 06.10.1941, 06.08.1942 — 30.09.1943, 21.04.1944 — 09.05.1945)                                     | - 12-я отдельная рота связи (12-й отдельный батальон связи) 03.07.1941 — 06.10.1941, 06.08.1942 — 30.09.1943, 21.04.1944 — 09.05.1945) - 212-й отдельный батальон оперативной связи 21.09.1941 — 06.10.1941) - 112-й отдельный автотранспортный батальон (01.10.1941 — 06.10.1941, 06.08.1942 — 30.09.1943, 21.04.1944 — 09.05.1945) - 210-я техническая окоманда по сбору и эвакуации трофейных боеприпасов (29.03.1945 — 09.05.1945) - 38-я техническая команда по уборке аварийных самолетов (25.11.1942 — 29.09.1943) - 12-я отдельная трофейно-эвакуационная рота (21.04.1944 — 09.05.1945) - 585-я отдельная зенитно-пулеметная рота (21.04.1944 — 09.05.1945) - 12-й прачечный отряд (23.12.1942 — 30.09.1943, 21.04.1944 — 09.05.1945) - 12-й полевой военно-хозяйственный склад (19.02.1943 — 30.09.1943, 21.04.1944 — 09.05.1945) - 420-я полевая касса Госбанка (12.09.1941 — 06.10.1941) - 1298-я полевая касса Госбанка (18.09.1942 — 30.09.1943, 21.04.1944 — 09.05.1945) - 684-я военно-почтовая станция (06.07.1941 — 06.10.1941, 06.08.1942 — 30.09.1943, 21.04.1944 — 09.05.1945) |                                                                           |
| 13-й район авиационного базирования (22.06.1941 — 19.04.1943, 22.05.1943 — 07.10.1943, 31.05.1944 — 09.05.1945)                                     | - 160-й отдельный батальон связи (23.07.1941 — 18.10.1941) - 13-я отдельная рота связи (13-й отдельный батальон связи) 18.10.1941 — 19.04.1943, 22.05.1943 — 07.10.1943, 31.05.1944 — 09.05.1945) - 213-й отдельный батальон оперативной связи 18.10.1941 — 25.02.1942) - 113-й отдельный автотранспортный батальон (28.09.1941 — 19.04.1943, 22.05.1943 — 07.10.1943, 31.05.1944 — 09.05.1945) - 212-я окоманда по сбору и эвакуации трофейных боеприпасов (25.02.1945 — 09.05.1945) - 39-я техническая команда по уборке аварийных самолетов (до апреля 1943 г. — № 1) 06.08.1941 — 19.04.1943, 22.05.1943 — 01.10.1943) - 41-я техническая команда по уборке аварийных самолетов (30.08.1943 — 01.10.1943) - 13-я отдельная трофейно-эвакуационная рота (01.10.1943 — 07.10.1943, 31.05.1944 — 09.05.1945) - 1151-я отдельная зенитно-пулеметная рота (31.05.1944 — 09.05.1945) - 13-й прачечный отряд (01.12.1942 — 19.04.1943, 22.05.1943 — 07.10.1943, 31.05.1944 — 09.05.1945) - 13-й полевой военно-хозяйственный склад (01.03.1943 — 19.04.1943, 22.05.1943 — 07.10.1943, 31.05.1944 — 09.05.1945) - 475-я полевая касса Госбанка (29.07.1941 — 19.04.1943, 22.05.1943 — 07.10.1943, 31.05.1944 — 09.05.1945) - 374-я военно-почтовая станция (29.07.1941 - 19.04.1943, 22.05.1943 — 07.10.1943, 31.05.1944 — 09.05.1945) |                                                                           |
| 14-й район авиационного базирования (22.06.1941 — 09.05.1945)                                                                                       | - 14-я отдельная рота связи (14-й отдельный батальон связи) 14.07.1941 — 09.05.1945) - 214-й отдельный батальон оперативной связи 22.10.1941 — 28.02.1942) - 114-й отдельный автотранспортный батальон (26.12.1941 — 09.05.1945) - 217-я окоманда по сбору и эвакуации трофейных боеприпасов (10.03.1945 — 09.05.1945) - 41-я техническая команда по уборке аварийных самолетов (12.11.1942 — 28.09.1943) - 43-я техническая команда по уборке аварийных самолетов (12.11.1942 — 28.09.1943) - 14-я отдельная трофейно-эвакуационная рота (28.09.1943 — 09.05.1945) - 908-я отдельная зенитно-пулеметная рота (04.03.1944 — 09.05.1945) - 14-й прачечный отряд (20.11.1942 — 09.05.1945) - 14-й полевой военно-хозяйственный склад (01.03.1943 — 09.05.1945) - 97-я полевая касса Госбанка (02.08.1941 — 09.05.1945) - 380-я военно-почтовая станция (02.08.1941 — 09.05.1945) |                                                                           |
| 15-й район авиационного базирования (22.06.1941 — 09.05.1945)                                                                                       | - 15-я отдельная рота связи (15-й отдельный батальон связи) 22.06.1941 — 09.05.1945) - 141-й отдельный батальон связи (14.07.1941 — 31.08.1941) - 215-й отдельный батальон оперативной связи 26.09.1941 — 10.02.1942) - 115-й отдельный автотранспортный батальон (18.09.1941 — 09.05.1945) - 214-я окоманда по сбору и эвакуации трофейных боеприпасов (05.03.1945 — 09.05.1945) - техническая команда по уборке аварийных самолетов (03.11.1942 — 09.01.1943) - техническая команда по уборке аварийных самолетов (03.11.1942 — 02.12.1942) - 44-я техническая команда по уборке аварийных самолетов (31.12.1941 — 30.09.1943) - 46-я техническая команда по уборке аварийных самолетов (09.06.1943 — 03.07.1943, 27.08.1943 — 30.09.1943) - 15-я отдельная трофейно-эвакуационная рота (30.09.1943 — 09.05.1945) - 909-я отдельная зенитно-пулеметная рота (03.03.1944 — 09.05.1945) - 15-й прачечный отряд (19.11.1942 — 09.05.1945) - 15-й полевой военно-хозяйственный склад (14.02.1942 — 09.05.1945) - 422-я полевая касса Госбанка (01.08.1941 — 09.05.1945) - 103-я военно-почтовая станция (30.07.1941 — 09.05.1945) |                                                                           |
| 16-й район авиационного базирования (22.06.1941 — 11.05.1945)                                                                                       | - 16-я отдельная рота связи (16-й отдельный батальон связи) 07.07.1941 - 11.05.1945) - 216-й отдельный батальон оперативной связи 10.1941 - 11.02.1942) - 116-й отдельный автотранспортный батальон (17.12.1941 — 11.05.1945) - 237-я техническая окоманда по сбору и эвакуации трофейных боеприпасов (01.03.1945 — 29.04.1945) - 64-я техническая команда по уборке аварийных самолетов (до апреля 1943 г. — № 1) 15.01.1942 — 29.09.1943) - 65-я техническая команда по уборке аварийных самолетов (до апреля 1943 г. — № 2) 15.12.1942 — 29.09.1943) - техническая команда по уборке аварийных самолетов (до апреля 1943 г. — № 3) 15.12.1942 — 29.09.1943) - 16-я отдельная трофейно-эвакуационная рота (29.09.1943 — 29.04.1945) - 917-я отдельная зенитно-пулеметная рота (06.03.1944 — 11.05.1945) - 16-й прачечный отряд (06.01.1943 — 11.05.1945) - 16-й полевой военно-хозяйственный склад (10.03.1943 — 11.05.1945) - 87-я полевая касса Госбанка (12.09.1941 — 11.05.1945) - 686-я военно-почтовая станция (12.08.1941 — 11.05.1945) |                                                                           |
| 17-й район авиационного базирования (22.06.1941 — 09.05.1945)                                                                                       | - 17-я отдельная рота связи (17-й отдельный батальон связи) 22.06.1941 — 09.05.1945) - 217-й отдельный батальон оперативной связи 19.10.1941 — 08.02.1942) - 117-й отдельный автотранспортный батальон (06.12.1941 — 09.05.1945) - 50-я техническая команда по уборке аварийных самолетов (10.03.1942 — 28.09.1943) - 51-я техническая команда по уборке аварийных самолетов (01.02.1943 — 28.09.1943) - 52-я техническая команда по уборке аварийных самолетов (01.03.1943 — 28.09.1943) - 17-я отдельная трофейно-эвакуационная рота (28.09.1943 — 09.05.1945) - 902-я отдельная зенитно-пулеметная рота (05.03.1944 — 09.05.1945) - 17-й прачечный отряд (22.11.1942 — 09.05.1945) - 17-й полевой военно-хозяйственный склад (03.03.1943 — 09.05.1945) - 12-я полевая касса Госбанка (01.08.1941 — 09.05.1945) - 146-я военно-почтовая станция (до сентября 1941 г. — № 386) 17 01.08.1941 — 09.05.1945) |                                                                           |
| 18-й район авиационного базирования (22.06.1941 — 09.05.1945)                                                                                       | - 18-я отдельная рота связи (18-й отдельный батальон связи) 22.06.1941 — 09.05.1945) - 218-й отдельный батальон оперативной связи 04.12.1941 — 02.02.1942) - 118-й отдельный автотранспортный батальон (28.10.1941 — 09.05.1945) - 215-я техническая окоманда по сбору и эвакуации трофейных боеприпасов (13.03.1945 — 09.05.1945) - 45-я техническая команда по уборке аварийных самолетов (17.02.1942 — 28.09.1943) - 46-я техническая команда по уборке аварийных самолетов (29.11.1942 — 19.05.1943) - 18-я отдельная трофейно-эвакуационная рота (29.09.1943 — 09.05.1945) - 910-я отдельная зенитно-пулеметная рота (01.03.1944 — 09.05.1945) - 18-й прачечный отряд (29.11.1942 — 09.05.1945) - 18-й полевой военно-хозяйственный склад (19.02.1943 — 09.05.1945) - 643-я полевая касса Госбанка (12.09.1941 — 09.05.1945) - 338-я военно-почтовая станция (12.09.1941 — 09.05.1945) |                                                                           |
| 19-й район авиационного базирования (22.06.1941 — 09.05.1945)                                                                                       | - 19-я отдельная рота связи (19-й отдельный батальон связи) 22.06.1941 — 09.05.1945) - 219-й отдельный батальон оперативной связи 21.09.1941 — 15.02.1942) - 119-й отдельный автотранспортный батальон (28.10.1941 — 09.05.1945) - 47-я техническая команда по уборке аварийных самолетов (27.03.1942 — 30.09.1943) - 48-я техническая команда по уборке аварийных самолетов (11.11.1942 — 30.09.1943) - 19-я отдельная трофейно-техническая рота 30.09.1943 — 24.12.1944) - 911-я отдельная зенитно-пулеметная рота (29.02.1944 — 09.05.1945) - 19-й прачечный отряд (01.12.1942 — 09.05.1945) - 19-й полевой военно-хозяйственный склад (12.02.1943 — 09.05.1945) - 646-я полевая касса Госбанка (12.09.1941 — 09.05.1945) - 335-я военно-почтовая станция (12.09.1941 — 09.05.1945) |                                                                           |
| 20-й район авиационного базирования (22.06.1941 — 09.05.1945)                                                                                       | - 20-я отдельная рота связи (20-й отдельный батальон связи) 22.06.1941 — 09.05.1945) - 220-й отдельный батальон оперативной связи 25.09.1941 — 12.02.1942) - 120-й отдельный автотранспортный батальон (25.09.1941 — 09.05.1945) - 209-я техническая окоманда по сбору и эвакуации трофейных боеприпасов (21.02.1945 — 09.05.1945) - техническая команда по уборке аварийных самолетов (20.06.1942 — 09.12.1942) - 42-я техническая команда по уборке аварийных самолетов (30.07.1943 — 24.09.1943) - 49-я техническая команда по уборке аварийных самолетов (01.03.1942 — 24.09.1943) - 20-я отдельная трофейно-эвакуационная рота (24.09.1943 — 09.05.1945) - 912-я отдельная зенитно-пулеметная рота (29.02.1944 — 09.05.1945) - 20-й прачечный отряд (09.12.1942 — 09.05.1945) - 20-й полевой военно-хозяйственный склад (11.02.1943 — 09.05.1945) - 648-я полевая касса Госбанка (01.08.1941 — 09.05.1945) - 370-я военно-почтовая станция (10.07.1941 — 09.05.1945) |                                                                           |
| 21-й ордена Красной Звезды район авиационного базирования (22.06.1941 — 09.05.1945)                                                                 | - 21-я отдельная рота связи (21-й отдельный батальон связи) 22.06.1941 — 09.05.1945) - 221-й отдельный батальон оперативной связи 1 15.10.1941 — 02.1942) - 21-й отдельный автотранспортный батальон (15.12.1941 — 09.05.1945) - 200-я окоманда по сбору и эвакуации трофейных боеприпасов (23.02.1945 — 09.05.1945) - 21-я отдельная трофейно-эвакуационная рота (10.10.1943 — 09.05.1945) - 913-я отдельная зенитно-пулеметная рота (29.02.1944 — 09.05.1945) - 21-й прачечный отряд (01.12.1942 — 09.05.1945) - 21-й полевой военно-хозяйственный склад (01.03.1943 — 09.05.1945) - 469-я полевая касса Госбанка (12.09.1941 — 09.05.1945) - 865-я военно-почтовая станция (до октября 1941 г. – 380-я военно-почтовая станция) 26.08.1941 — 09.05.1945) |                                                                           |
| 22-й район авиационного базирования (1-го формирования) (22.06.1941 — 10.07.1941)                                                                   | | Переформирован в 69 авиационную базу                                      |
| 22-й район авиационного базирования (2-го формирования) (09.08.1941 — 25.02.1942)                                                                   | - 22-я отдельная рота связи (09.08.1941 — 25.02.1942) | Расформирован                                                             |
| 23-й район авиационного базирования (20.08.1941 — 11.05.1945)                                                                                       | - 23-я отдельная рота связи (23-й отдельный батальон связи) 05.09.1941 — 11.05.1945) - 223-й отдельный батальон оперативной связи 17.10.1941 — 01.02.1942) - 123-й отдельный автотранспортный батальон (27.10.1941 — 11.05.1945) - 225-я окоманда по сбору и эвакуации трофейных боеприпасов (20.03.1945 — 11.05.1945) - 231-я техническая команда по уборке аварийных самолетов (04.04.1942 — 28.09.1943) - 70-я техническая команда по уборке аварийных самолетов (до апреля 1943 г. — № 232) 04.04.1942 — 28.09.1943) - 71-я техническая команда по уборке аварийных самолетов (до апреля 1943 г. — № 233) 04.04.1942 — 28.09.1943) - техническая команда по уборке аварийных самолетов (10.12.1942 — 02.02.1943) - 23-я отдельная трофейно-эвакуационная рота (28.09.1943 — 11.05.1945) - 527-я отдельная зенитно-пулеметная рота (26.02.1944 — 11.05.1945) - 23-й прачечный отряд (18.11.1942 — 11.05.1945) - 23-й полевой военно-хозяйственный склад (25.03.1943 — 11.05.1945) - 618-я полевая касса Госбанка (12.09.1941 — 11.05.1945) - 270-я военно-почтовая станция (28.10.1941 — 11.05.1945) |                                                                           |
| 24-й район авиационного базирования (22.06.1941 — 20.09.1941, 01.10.1941 — 12.05.1944, 29.05.1944 — 07.09.1944, 14.11.1944 — 11.05.1945)            | - 24-я отдельная рота связи (24-й отдельный батальон связи) 22.06.1941 — 20.09.1941, 01.03.1942 — 12.05.1944, 29.05.1944 — 07.09.1944, 14.11.1944 — 11.05.1945) - 193-й отдельный батальон связи (01.10.1941 — 25.11.1941) - 224-й отдельный батальон оперативной связи 25.11.1941 — 17.02.1942) - 124-й отдельный автотранспортный батальон (01.10.1941 — 12.05.1944, 29.05.1944 — 07.09.1944, 14.11.1944 — 11.05.1945) - 223-я окоманда по сбору и эвакуации трофейных боеприпасов (25.02.1945 — 11.05.1945) - 83-я техническая команда по уборке аварийных самолетов (до апреля 1943 г. — № 1) 15.02.1942 — 01.10.1943) - 84-я техническая команда по уборке аварийных самолетов (до апреля 1943 г. — № 2) 17.11.1942 — 01.10.1943) - 85-я техническая команда по уборке аварийных самолетов (до апреля 1943 г. — № 3) 17.11.1942 — 01.10.1943) - 4-я техническая команда по уборке аварийных самолетов (17.11.1942 — 17.01.1943) - 24-я отдельная трофейно-эвакуационная рота (01.10.1943 — 12.05.1944, 29.05.1944 — 07.09.1944, 14.11.1944 — 11.05.1945) - 545-я отдельная зенитно-пулеметная рота (05.03.1944 — 12.05.1944, 29.05.1944 — 07.09.1944, 14.11.1944 — 11.05.1945) - 24-й прачечный отряд (14.12.1942 — 12.05.1944, 29.05.1944 — 07.09.1944, 14.11.1944 — 11.05.1945) - 24-й полевой военно-хозяйственный склад (31.03.1943 — 12.05.1944, 29.05.1944 — 07.09.1944, 14.11.1944 — 11.05.1945) - 611-я полевая касса Госбанка (12.09.1941 — 20.09.1941, 01.10.1941 — 12.05.1944, 29.05.1944 — 07.09.1944, 14.11.1944 — 11.05.1945) - 236-я военно-почтовая станция (12.09.1941 — 20.09.1941, 01.10.1941 — 12.05.1944, 29.05.1944 — 07.09.1944, 14.11.1944 — 11.05.1945)                                                                                   |                                                                           |
| 25-й район авиационного базирования (08.09.1941 — 05.09.1943, 25.09.1943 — 12.05.1944, 26.05.1944 — 09.05.1945)                                     | - 25-я отдельная рота связи (01.05.1942 — 05.09.1943, 25.09.1943 — 12.05.1944, 26.05.1944 — 09.05.1945) - 25-й отдельный батальон связи (13.09.1941 — 15.11.1941, 30.12.1941 — 01.05.1942) - 280-й отдельный батальон связи (08.09.1941 — 24.09.1941) - 225-й отдельный батальон оперативной связи 24.09.1941 — 01.03.1942) - 125-й отдельный автотранспортный батальон (11.09.1941 — 15.11.1941, 18.03.1945 — 09.05.1945) - 206-я окоманда по сбору и эвакуации трофейных боеприпасов (25.02.1945 — 09.05.1945) - 103-я техническая команда по сбору аварийных самолетов (до апреля 1943 г. номера не имела) 25.02.1942 — 05.09.1943, 25.09.1943 — 08.10.1943) - 104-я техническая команда по сбору аварийных самолетов (до апреля 1943 г. номера не имела) 15.11.1942 — 05.09.1943, 25.09.1943 — 08.10.1943) - 25-я отдельная трофейно-эвакуационная рота (08.10.1943 — 12.05.1944, 26.05.1944 — 09.05.1945) - 548-я отдельная зенитно-пулеметная рота (01.04.1941 — 12.05.1944, 26.05.1944 — 09.05.1945) - 25-й прачечный отряд (10.12.1942 — 05.09.1943, 25.09.1943 — 12.05.1944, 26.05.1944 — 09.05.1945) - 25-й полевой военно-хозяйственный склад (11.03.1943 — 05.09.1943, 25.09.1943 — 12.05.1944, 26.05.1944 — 09.05.1945) - 60-я полевая касса Госбанка (10.09.1941 — 05.09.1943, 25.09.1943 — 12.05.1944, 26.05.1944 — 09.05.1945) - 437-я военно-почтовая станция (12.09.1941 — 05.09.1943, 25.09.1943 — 12.05.1944, 26.05.1944 — 09.05.1945) |                                                                           |
| 26-й район авиационного базирования (1-го формирования) (25.06.1941 — 10.09.1941)                                                                   | - 26-я отдельная рота связи (25.06.1941 — 10.09.1941) | Переименован в 28-й район авиационного базирования 10.09.1941 г.          |
| 26-й район авиационного базирования (2-го формирования) (09.08.1941 — 14.08.1941, 31.08.1941 — 11.05.1945)                                          | - 26-я отдельная рота связи (26-й отдельный батальон связи) 25.08.1941 — 14.08.1941, 31.08.1941 — 25.09.1941, 01.03.1942 — 11.05.1945) - 172-й отдельный батальон связи (25.09.1941 — 25.11.1941) - 226-й отдельный батальон оперативной связи 25.11.1941 — 20.02.1942) - 126-й отдельный автотранспортный батальон (25.09.1941 — 01.12.1942) - 171-й отдельный автотранспортный батальон (01.12.1942 — 11.05.1945) - 224-я окоманда по сбору и эвакуации трофейных боеприпасов (24.02.1945 — 11.05.1945) - 66-я техническая команда по уборке аварийных самолетов (до апреля 1943 г. — № 1) 12.02.1942 — 30.09.1943) - 67-я техническая команда по уборке аварийных самолетов (до апреля 1943 г. — № 2) 01.01.1943 — 30.09.1943) - 68-я техническая команда по уборке аварийных самолетов (до апреля 1943 г. — № 3) 10.01.1943 — 30.09.1943) - 26-я отдельная трофейно-эвакуационная рота (30.09.1943 — 11.05.1945) - 918-я отдельная зенитно-пулеметная рота (05.03.1945 — 11.05.1945) - 26-й прачечный отряд (10.03.1943 — 11.05.1945) - 26-й полевой военно-хозяйственный склад (01.03.1943 — 115.1945) - 526-я полевая касса Госбанка (12.09.1941 — 11.05.1945) - 714-я военно-почтовая станция (12.09.1941 — 11.05.1945) | Переименован в 28-й район авиационного базирования 10.09.1941 г.          |
| 27-й район авиационного базирования (15.08.1941 — 15.09.1941, 01.10.1941 — 12.05.1944, 13.06.1944 — 09.05.1945)                                     | - 27-я отдельная рота связи (27-й отдельный батальон связи) 15.08.1941 — 07.09.1941, 01.03.1942 — 12.05.1944, 13.06.1944 — 09.05.1945) - 279-й отдельный батальон связи (07.09.1941 — 15.09.1941, 01.10.1941 — 25.11.1941) - 227-й отдельный батальон оперативной связи 25.11.1941 — 20.02.1942) - 127-й отдельный автотранспортный батальон (01.10.1941 — 12.05.1944, 13.06.1944 — 09.05.1945) - 216-я окоманда по сбору и эвакуации трофейных боеприпасов (27.02.1945 — 09.05.1945) -я техническая команда по уборке аварийных самолетов (7 15.02.1942 — 17.01.1943) - 87-я техническая команда по уборке аварийных самолетов (до апреля 1943 г. номера не имела) 17.11.1942 — 28.09.1943) - 88-я техническая команда по уборке аварийных самолетов (до апреля 1943 г. номера не имела) 17.11.1942 — 28.09.1943) - 89-я техническая команда по уборке аварийных самолетов (до апреля 1943 г. номера не имела) 17.11.1942 — 28.09.1943) - 27-я отдельная трофейно-эвакуационная рота (28.09.1943 — 12.05.1944, 13.06.1944 — 09.05.1945) - 546-я отдельная зенитно-пулеметная рота (24.03.1944 — 12.05.1944, 13.06.1944 — 09.05.1945) - 27-й прачечный отряд (01.12.1942 — 12.05.1944, 13.06.1944 — 09.05.1945) - 27-й полевой военно-хозяйственный склад (21.02.1943 — 12.05.1944, 13.06.1944 — 09.05.1945) - 593-я полевая касса Госбанка (12.09.1941 — 15.09.1941, 01.10.1941 — 12.05.1944, 13.06.1944 — 09.05.1945) - 227-я военно-почтовая станция (12.09.1941 — 15.09.1941, 01.10.1941 — 12.05.1944, 13.06.1944 — 09.05.1945) |                                                                           |
| 28-й ордена Красной Звезды район авиационного базирования (10.09.1941 г. 10.09.1941 — 12.05.1944, 31.05.1944 — 07.09.1944, 21.11.1944 — 09.05.1945) | - 28-я отдельная рота связи (28-й отдельный батальон связи) 10.09.1941 — 12.05.1944, 31.05.1944 — 07.09.1944, 21.11.1944 — 09.05.1945) - 179-й отдельный батальон оперативной связи 28.12.1941 — 28.03.1942) - 128-й отдельный автотранспортный батальон (11.09.1941 — 12.05.1944, 31.05.1944 — 07.09.1944, 21.11.1944 — 09.05.1945) - 202-я окоманда по сбору и эвакуации трофейных боеприпасов (26.02.1945 — 09.05.1945) - 105-я техническая команда по уборке аварийных самолетов (до апреля 1943 г. — № 2) 22.02.1942 — 09.10.1943) - 106-я техническая команда по уборке аварийных самолетов (до апреля 1943 г. — № 73) 22.02.1942 — 08.08.1943) - 28-я техническая команда по уборке аварийных самолетов (23.03.1943 — 09.10.1943) - 28-я отдельная трофейно-эвакуационная рота (09.10.1943 — 12.05.1944, 31.05.1944 — 07.09.1944, 21.11.1944 — 09.05.1945) - 582-я отдельная зенитно-пулеметная рота (05.03.1944 — 12.05.1944, 31.05.1944 — 07.09.1944, 21.11.1944 — 09.05.1945) - 28-й прачечный отряд (15.12.1942 — 12.05.1944, 31.05.1944 — 07.09.1944, 21.11.1944 — 09.05.1945) - 28-й полевой военно-хозяйственный склад (21.03.1943 — 12.05.1944, 31.05.1944 — 07.09.1944, 21.11.1944 — 09.05.1945) - 180-я полевая касса Госбанка (28 23.09.1941 — 12.05.1944, 31.05.1944 — 07.09.1944, 21.11.1944 — 09.05.1945) - 766-я военно-почтовая станция (28 23.09.1941 — 12.05.1944, 31.05.1944 — 07.09.1944, 21.11.1944 — 09.05.1945) | Переименован из 26-го района авиационного базирования (1-го формирования) |
| 29-й район авиационного базирования (1-го формирования) (22.06.1941 — 09.07.1941)                                                                   | - 29-я отдельная рота связи (22.06.1941 — 09.07.1941) | Переформирован в 93 авиационную базу                                      |
| 29-й район авиационного базирования (2-го формирования) (02.08.1941 — 25.02.1942)                                                                   | | Расформирован                                                             |
| 30-й район авиационного базирования (25.06.1941 — 11.05.1945)                                                                                       | - 30-я отдельная рота связи (30-й отдельный батальон связи) 25.06.1941 — 11.05.1945) - 230-й отдельный батальон оперативной связи 29.09.1941 — 02.1942) - 130-й отдельный автотранспортный батальон (29.09.1941 — 11.05.1945) - 227-я окоманда по сбору и эвакуации трофейных боеприпасов (26.02.1945 — 11.05.1945) - 72-я техническая команда по уборке аварийных самолетов (до апреля 1943 г. — № 1) 01.03.1942 — 26.09.1943) - 73-я техническая команда по уборке аварийных самолетов (до апреля 1943 г. — № 2) 11.12.1942 — 26.09.1943) - 74-я техническая команда по уборке аварийных самолетов (до апреля 1943 г. — № 3) 11.12.1942 — 26.09.1943) - 2-я техническая команда по уборке аварийных самолетов (23.05.1943 — 26.09.1943) - 30-я отдельная трофейно-эвакуационная рота (26.09.1943 — 11.05.1945) - 528-я отдельная зенитно-пулеметная рота (27.02.1944 — 11.05.1945) - 30-й прачечный отряд (06.06.1943 — 11.05.1945) - 30-й полевой военно-хозяйственный склад (17.03.1943 — 11.05.1945) - 614-я полевая касса Госбанка (15.09.1941 — 11.05.1945) - 642-я военно-почтовая станция (15.09.1941 — 11.05.1945) |                                                                           |
| 31-й район авиационного базирования (22.06.1941 — 25.02.1942)                                                                                       | - 31-я отдельная рота связи (22.06.1941 — 25.02.1942) | Расформирован                                                             |
| 32-й район авиационного базирования (25.06.1941 — 12.05.1944, 20.08.1944 — 09.05.1945)                                                              | - 32-я отдельная рота связи (25.06.1941 — 15.09.1941, 28.05.1942 — 12.05.1944, 20.08.1944 — 09.05.1945) - 209-я отдельная рота связи (25.04.1942 — 28.05.1942) - 209-й отдельный батальон связи (15.09.1941 — 25.04.1942) - 232-й отдельный батальон оперативной связи 09.09.1941 — 20.03.1942) - 132-й отдельный автотранспортный батальон (01.10.1941 — 12.05.1944, 20.08.1944 — 09.05.1945) - 234-я окоманда по сбору и эвакуации трофейных боеприпасов (09.03.1945 — 09.05.1945) - 91-я техническая команда по уборке аварийных самолетов (до марта 1943 г. — № 1) 02.03.1942 — 29.09.1943) - 92-я техническая команда по уборке аварийных самолетов (до марта 1943 г. — № 2) 02.03.1942 — 29.09.1943) - 93-я техническая команда по уборке аварийных самолетов (до марта 1943 г. — № 3) 06.12.1942 — 29.09.1943) - 32-я отдельная трофейно-эвакуационная рота (29.09.1943 — 12.05.1944, 20.08.1944 — 09.05.1945) - 547-я отдельная зенитно-пулеметная рота (10.03.1944 — 12.05.1944, 20.08.1944 — 09.05.1945) - 32-й прачечный отряд (09.12.1942 — 12.05.1944, 20.08.1944 — 09.05.1945) - 32-й полевой военно-хозяйственный склад (01.04.1943 — 12.05.1944, 20.08.1944 — 09.05.1945) - 29-я полевая касса Госбанка (24.08.1941 — 12.05.1944, 20.08.1944 — 09.05.1945) - 430-я военно-почтовая станция (24.08.1941 — 12.05.1944, 20.08.1944 — 09.05.1945) |                                                                           |
| 33-й район авиационного базирования (22.06.1941 — 04.09.1942, 01.11.1942 — 11.05.1945)                                                              | - 33-я отдельная рота связи (33-й отдельный батальон связи) 22.06.1941 — 04.09.1942, 01.11.1942 — 11.05.1945) - 233-й отдельный батальон оперативной связи 09.09.1941 — 17.03.1942) - 133-й отдельный автотранспортный батальон (20.09.1941 — 04.09.1942, 01.11.1942 — 11.05.1945) - 226-я окоманда по сбору и эвакуации трофейных боеприпасов (27.02.1945 — 11.05.1945) - 75-я техническая команда по уборке аварийных самолетов (до апреля 1943 г. номера не имела) 09.05.1942 — 04.09.1942, 01.11.1942 — 30.09.1943) - 79-я техническая команда по уборке аварийных самолетов (до апреля 1943 г. номера не имела) 04.03.1943 — 30.09.1943) - 33-я отдельная трофейно-эвакуационная рота (30.09.1943 — 11.05.1945) - 1148-я отдельная зенитно-пулеметная рота (29.04.1944 — 11.05.1945) - 33-й прачечный отряд (24.11.1942 — 11.05.1945) - 33-й полевой военно-хозяйственный склад (08.04.1943 — 11.05.1945) - 506-я полевая касса Госбанка (до марта 1943 г. — № 496) 23.09.1941 — 04.09.1942, 01.11.1942 — 11.05.1945) - 536-я военно-почтовая станция (10.09.1941 — 04.09.1942, 01.11.1942 — 11.05.1945) |                                                                           |
| 34-й район авиационного базирования (25.06.1941 — 12.05.1944, 29.05.1944 — 09.05.1945)                                                              | - 34-я отдельная рота связи (34-й отдельный батальон связи) 25.06.1941 — 18.09.1941, 29.09.1941 — 12.05.1944, 29.05.1944 — 09.05.1945) - 208-й отдельный батальон связи (18.09.1941 — 28.09.1941) - 206-й отдельный батальон связи (18.09.1941 — 29.09.1941) - 234-й отдельный батальон оперативной связи 29.09.1941 — 05.04.1942) - 134-й отдельный автотранспортный батальон (01.11.1941 — 12.05.1944, 29.05.1944 — 09.05.1945) - 211-я окоманда по сбору и эвакуации трофейных боеприпасов (12.03.1945 — 09.05.1945) - 107-я техническая команда по уборке аварийных самолетов (до апреля 1943 г. — № 1) 25.02.1942 — 30.09.1943) - 108-я техническая команда по уборке аварийных самолетов (до апреля 1943 г. — № 2) 15.11.1942 — 02.02.1944) - 109-я техническая команда по уборке аварийных самолетов (до апреля 1943 г. — № 3) 15.11.1942 — 30.09.1943) - 34-я отдельная трофейно-эвакуационная рота (30.09.1943 — 12.05.1944, 29.05.1944 — 09.05.1945) - 583-я отдельная зенитно-пулеметная рота (04.03.1944 — 12.05.1944, 29.05.1944 — 09.05.1945) - 34-й прачечный отряд (26.11.1942 — 12.05.1944, 29.05.1944 — 09.05.1945) - 34-й полевой военно-хозяйственный склад (01.04.1943 — 12.05.1944, 29.05.1944 — 09.05.1945) - 494-я полевая касса Госбанка (13.09.1941 — 12.05.1944, 29.05.1944 — 09.05.1945) - 749-я военно-почтовая станция (13.09.1941 — 12.05.1944, 29.05.1944 — 09.05.1945) |                                                                           |
| 35-й район авиационного базирования (25.06.1941 — 10.02.1943, 25.10.1943 — 09.05.1945)                                                              | - 35-я отдельная рота связи (35-й отдельный батальон связи) 25.06.1941 — 09.09.1941, 10.02.1942 — 10.02.1943, 25.10.1943 — 09.05.1945) - 212-й отдельный батальон связи (25.06.1941 — 24.11.1941 Переформирован в 235-й отдельный батальон оперативной связи - 235-й отдельный батальон оперативной связи 24.11.1941 — 10.02.1942) - 613-й отдельный автотранспортный батальон (28.08.1941 — 15.12.1941 Переименован в 135-й отдельный автотранспортный батальон (15.12.1941 г. - 135-й отдельный автотранспортный батальон (15.12.1941 — 10.02.1943, 25.10.1943 — 09.05.1945) - 95-я техническая команда по уборке аварийных самолетов (до апреля 1943 г. — № 351) 12.11.1942 — 10.02.1943) - 96-я техническая команда по уборке аварийных самолетов (до апреля 1943 г. — № 352) 12.11.1942 — 12.02.1943) - 97-я техническая команда по уборке аварийных самолетов (до апреля 1943 г. — № 353) 25.10.1943 — 02.02.1944) - 35-я отдельная трофейно-эвакуационная рота (25.10.1943 — 09.05.1945) - 903-я отдельная зенитно-пулеметная рота (14.03.1944 — 09.05.1945) - 35-й прачечный отряд (24.11.1942 — 10.02.1943, 25.10.1943 — 09.05.1945) - 35-й полевой военно-хозяйственный склад (25.10.1943 — 09.05.1945) - 49-я полевая касса Госбанка (14.09.1941 — 10.02.1943, 25.10.1943 — 09.05.1945) - 25-я военно-почтовая станция (14.09.1941 — 10.02.1943, 25.10.1943 — 09.05.1945) |                                                                           |
| 36-й район авиационного базирования (22.06.1941 — 09.05.1944, 10.07.1944 — 09.05.1945)                                                              | - 36-я отдельная рота связи (36-й отдельный батальон связи) 36 22.06.1941 — 09.1941, 01.02.1942 — 09.05.1944, 10.07.1944 — 09.05.1945) - 236-й отдельный батальон оперативной связи 09.1941 — 01.02.1942) - 136-й отдельный автотранспортный батальон (36 22.12.1941 — 09.05.1944, 10.07.1944 — 09.05.1945) - 205-я окоманда по сбору и эвакуации трофейных боеприпасов (01.03.1945 — 09.05.1945) - 98-я техническая команда по уборке аварийных самолетов (до апреля 1943 г. — № 72) 01.01.1943 — 04.04.1943, 20.05.1943 — 30.09.1943) - 99-я техническая команда по уборке аварийных самолетов (до апреля 1943 г. — № 132) 01.07.1942 — 30.09.1943) - 1-я техническая команда по уборке аварийных самолетов (01.05.1942 — 01.07.1942) - 2-я техническая команда по уборке аварийных самолетов (01.05.1942 — 01.07.1942) - 3-я техническая команда по уборке аварийных самолетов (01.05.1942 — 01.07.1942) - 36-я отдельная трофейно-эвакуационная рота (30.09.1943 — 09.05.1944, 10.07.1944 — 09.05.1945) - 584-я отдельная зенитно-пулеметная рота (01.04.1944 — 09.05.1944, 10.07.1944 — 09.05.1945) - 36-й прачечный отряд (01.01.1943 — 09.05.1944, 10.07.1944 — 09.05.1945) - 36-й полевой военно-хозяйственный склад (23.02.1943 — 09.05.1944, 10.07.1944 — 09.05.1945) - 1036-я полевая касса Госбанка (12.09.1941 — 09.05.1944, 10.07.1944 — 09.05.1945) - 885-я военно-почтовая станция (28.10.1941 — 09.05.1944, 10.07.1944 — 09.05.1945) |                                                                           |
| 37-й район авиационного базирования (23.11.1941 — 28.01.1942, 15.05.1942 — 30.03.1943)                                                              | - 37-й отдельный батальон связи (23.11.1941 — 28.01.1942) - 37-я отдельная рота связи (15.05.1942 — 30.03.1943) - 237-й отдельный батальон оперативной связи 23.11.1941 — 28.01.1942) - 27-я техническая команда по уборке аварийных самолетов (26.10.1942 — 30.03.1943) - 37-й прачечный отряд (09.12.1942 — 30.03.1943) - 37-й полевой военно-хозяйственный склад (18.02.1943 — 30.03.1943) - 529-я полевая касса Госбанка (23.11.1941 — 28.01.1942, 15.05.1942 — 30.03.1943) - 711-я военно-почтовая станция (23.11.1941 — 28.01.1942, 15.05.1942 — 30.03.1943) |                                                                           |
| 38-й Краснознамённый район авиационного базирования (23.11.1941 — 11.05.1945)                                                                       | - 38-я отдельная рота связи (38-й отдельный батальон связи) 23.11.1941 — 11.05.1945) - 238-й отдельный батальон связи (02.12.1941 — 25.02.1942) - 138-й отдельный автотранспортный батальон (25.05.1942 — 11.05.1945) - 230-я окоманда по сбору и эвакуации трофейных боеприпасов (09.03.1945 — 11.05.1945) - 101-я техническая команда по уборке аварийных самолетов (до июля 1943 г. — № 71) 08.01.1943 — 25.09.1943) - 102-я техническая команда по уборке аварийных самолетов (до июля 1943 г. — № 113) 24.04.1942 — 25.09.1943) - 106-я техническая команда по уборке аварийных самолетов (16.08.1943 — 25.09.1943) - 72-я техническая команда по уборке аварийных самолетов (04.04.1943 — 22.05.1943) - 27-я техническая команда по уборке аварийных самолетов (29.03.1942 — 30.09.1942) - 103-я техническая команда по уборке аварийных самолетов (20.03.1943 — 22.05.1943) - 38-я отдельная трофейно-эвакуационная рота (25.09.1943 — 06.12.1944, 07.03.1945 — 30.04.1945) - 923-я отдельная зенитно-пулеметная рота (17.03.1944 — 11.05.1945) - 38-й прачечный отряд (01.01.1943 — 11.05.1945) - 38-й полевой военно-хозяйственный склад (16.03.1943 — 11.05.1945) - 500-я полевая касса Госбанка (23.11.1941 — 11.05.1945) - 376-я военно-почтовая станция (23.11.1941 — 11.05.1945) |                                                                           |
| 39-й район авиационного базирования (23.11.1941 — 28.01.1942, 15.05.1942 — 30.03.1943, 10.08.1944 — 09.05.1945)                                     | - 39-я отдельная рота связи (15.05.1942 — 30.03.1943, 10.08.1944 — 09.05.1945) - 39-й отдельный батальон связи (23.11.1941 — 28.01.1942) - 239-й отдельный батальон оперативной связи 23.11.1941 — 28.01.1942) - 102-й отдельный автотранспортный батальон (11.03.1945 — 09.05.1945) - 233-я окоманда по сбору и эвакуации трофейных боеприпасов (26.02.1945 — 09.05.1945) - 156-я отдельная трофейно-эвакуационная рота (25.11.1944 — 09.05.1945) - 39-й прачечный отряд (24.11.1942 — 30.03.1943, 10.08.1944 — 09.05.1945) - 39-й полевой военно-хозяйственный склад (01.03.1943 — 30.03.1943, 10.08.1944 — 09.05.1945) - 233-я полевая касса Госбанка (23.11.1941 — 28.01.1942, 15.05.1942 — 30.03.1943, 10.08.1944 — 09.05.1945) - 625-я военно-почтовая станция (23.11.1941 — 28.01.1942, 15.05.1942 — 30.03.1943, 10.08.1944 — 09.05.1945) |                                                                           |
| 40-й район авиационного базирования (23.11.1941 — 28.01.1942, 15.05.1942 — 30.03.1943, 09.07.1943 — 11.05.1945)                                     | - 40-я отдельная рота связи (40-й отдельный батальон связи) 40 23.11.1941 — 28.01.1942, 15.05.1942 — 30.03.1943, 09.07.1943 — 11.05.1945) - 240-й отдельный батальон оперативной связи 01.12.1941 — 28.01.1942) - 104-й отдельный автотранспортный батальон (09.07.1943 — 11.05.1945) - 208-я окоманда по сбору и эвакуации трофейных боеприпасов (03.03.1945 — 11.05.1945) - 40-я отдельная трофейно-эвакуационная рота (18.10.1943 — 10.01.1945) - 919-я отдельная зенитно-пулеметная рота (12.03.1944 — 11.05.1945) - 40-й прачечный отряд (17.11.1942 — 30.03.1943, 09.07.1943 — 11.05.1945) - 40-й полевой военно-хозяйственный склад (03.03.1943 — 30.03.1943, 09.07.1943 — 11.05.1945) - 290-я полевая касса Госбанка (23.11.1941 — 28.01.1942, 15.05.1942 — 30.03.1943, 09.07.1943 — 11.05.1945) - 627-я военно-почтовая станция (23.11.1941 — 28.01.1942, 15.05.1942 — 30.03.1943, 09.07.1943 — 11.05.1945) |                                                                           |
| 41-й район авиационного базирования (23.11.1941 — 28.01.1942)                                                                                       | - 41-й отдельный батальон связи (23.11.1941 — 28.01.1942) - 241-й отдельный батальон оперативной связи 23.11.1941 — 28.01.1942) - 85-й отдельный батальон связи (20.12.1941 — 28.01.1942) - 285-й отдельный батальон оперативной связи 20.12.1941 — 28.01.1942) - 294-я полевая касса Госбанка (23.11.1941 — 28.01.1942) - 636-я военно-почтовая станция (23.11.1941 — 28.01.1942) |                                                                           |
| 42-й район авиационного базирования (24.10.1943 — 24.02.1944, 12.08.1944 — 11.05.1945)                                                              | - 42-я отдельная рота связи (24.10.1943 — 24.02.1944, 12.08.1944 — 11.05.1945) - 142-й отдельный автотранспортный батальон (12.08.1944 — 11.05.1945) - 228-я техническая окоманда по сбору и эвакуации трофейных боеприпасов (11.03.1945 — 11.05.1945) - 42-я отдельная трофейно-эвакуационная рота (24.10.1943 — 24.02.1944, 12.08.1944 — 11.05.1945) - 42-й прачечный отряд (24.10.1943 — 24.02.1944, 12.08.1944 — 11.05.1945) - 42-й полевой военно-хозяйственный склад (24.10.1943 — 24.02.1944, 12.08.1944 — 11.05.1945) - 905-я отдельная зенитно-пулеметная рота (12.08.1944 — 11.05.1945) - 1903-я полевая касса Госбанка (15.11.1944 — 11.05.1945) - 1990-я военно-почтовая станция (24.10.1943 — 24.02.1944, 12.08.1944 — 11.05.1945) |                                                                           |
| 44-й район авиационного базирования (15.03.1944 — 07.09.1944, 14.11.1944 — 11.05.1945)                                                              | - 44-я отдельная рота связи (15.03.1944 — 07.09.1944, 14.11.1944 — 11.05.1945) - 158-й отдельный автотранспортный батальон (31.05.1944 — 07.09.1944, 14.11.1944 — 11.05.1945) - 221-я окоманда по сбору и эвакуации трофейных боеприпасов (01.03.1945 — 11.05.1945) - 69-я отдельная трофейно-эвакуационная рота (31.05.1944 — 07.09.1944, 14.11.1944 — 18.04.1945) - 920-я отдельная зенитно-пулеметная рота (10.05.1944 — 07.09.1944, 14.11.1944 — 11.05.1945) - 44-й прачечный отряд (20.04.1944 — 07.09.1944, 14.11.1944 — 11.05.1945) - 44-й полевой военно-хозяйственный склад (15.03.1944 — 07.09.1944, 14.11.1944 — 11.05.1945) - 1951-я полевая касса Госбанка (10.05.1944 — 07.09.1944, 14.11.1944 — 11.05.1945) - 2747-я военно-почтовая станция (15.03.1944 — 07.09.1944, 14.11.1944 — 11.05.1945) |                                                                           |
| 46-й район авиационного базирования (09.08.1945 — 03.09.1945)                                                                                       | - 46-я отдельная рота связи (09.08.1945 — 03.09.1945) - 46-й полевой военно-хозяйственный склад (09.08.1945 — 03.09.1945) - 97-й полевой военно-хозяйственный склад (09.08.1945 — 03.09.1945) - 455-я полевая касса Госбанка (09.08.1945 — 03.09.1945) - 565-я военно-почтовая станция (09.08.1945 — 03.09.1945) |                                                                           |
| 47-й район авиационного базирования (09.08.1945 — 03.09.1945)                                                                                       | - 47-я отдельная рота связи (09.08.1945 — 03.09.1945) - 105-й отдельный автотранспортный батальон (09.08.1945 — 03.09.1945) - 35-я отдельная трофейно-эвакуационная рота (09.08.1945 — 03.09.1945) - 5-я отдельная трофейно-эвакуационная рота (09.08.1945 — 03.09.1945) - 47-й полевой военно-хозяйственный склад (09.08.1945 — 03.09.1945) - 458-я полевая касса Госбанка (09.08.1945 — 03.09.1945) - 567-я военно-почтовая станция (09.08.1945 — 03.09.1945) |                                                                           |
| 48-й ордена Красной Звезды район авиационного базирования (09.08.1945 — 03.09.1945)                                                                 | - 48-я отдельная рота связи (48 09.08.1945 — 03.09.1945) - 114-й отдельный автотранспортный батальон (09.08.1945 — 03.09.1945) - 160-й отдельный автотранспортный батальон (18.08.1945 — 03.09.1945) - 14-я отдельная трофейно-эвакуационная рота (18.08.1945 — 03.09.1945) - 48-й полевой военно-хозяйственный склад (09.08.1945 — 03.09.1945) - 514-я военно-почтовая станция (09.08.1945 — 03.09.1945) |                                                                           |
| 49-й район авиационного базирования (09.08.1945 — 03.09.1945)                                                                                       | - 49-я отдельная рота связи (09.08.1945 — 03.09.1945) - 119-й отдельный автотранспортный батальон (09.08.1945 — 03.09.1945) - 79-я отдельная трофейно-эвакуационная рота (18.08.1945 — 03.09.1945) - 49-й полевой военно-хозяйственный склад (09.08.1945 — 03.09.1945) - 518-я военно-почтовая станция (09.08.1945 — 03.09.1945) |                                                                           |
| 50-й район авиационного базирования (09.08.1945 — 03.09.1945)                                                                                       | - 50-я отдельная рота связи (09.08.1945 — 03.09.1945) - 150-й отдельный автотранспортный батальон (09.08.1945 — 03.09.1945) - 18-я отдельная трофейно-эвакуационная рота (09.08.1945 — 03.09.1945) - 50-й полевой военно-хозяйственный склад (09.08.1945 — 03.09.1945) - 452-я полевая касса Госбанка (09.08.1945 — 03.09.1945) - 561-я военно-почтовая станция (09.08.1945 — 03.09.1945) |                                                                           |
| 51-й район авиационного базирования (09.08.1945 — 03.09.1945)                                                                                       | - 51-я отдельная рота связи (09.08.1945 — 03.09.1945) - 51-й полевой военно-хозяйственный склад (09.08.1945 — 03.09.1945) - 431-я полевая касса Госбанка (09.08.1945 — 03.09.1945) - 501-я военно-почтовая станция (09.08.1945 — 03.09.1945) |                                                                           |
| 51-й район авиационного базирования (09.08.1945 — 03.09.1945)                                                                                       | - 52-я отдельная рота связи (09.08.1945 — 03.09.1945) - 152-й отдельный автотранспортный батальон (09.08.1945 — 03.09.1945) - 962-я отдельная зенитно-пулеметная рота (09.08.1945 — 21.08.1945) - 52-й полевой военно-хозяйственный склад (09.08.1945 — 03.09.1945) - 257-я полевая касса Госбанка (09.08.1945 — 03.09.1945) - 560-я военно-почтовая станция (09.08.1945 — 03.09.1945) |                                                                           |
| 53-й район авиационного базирования (09.08.1945 — 03.09.1945)                                                                                       | - 53-я отдельная рота связи (09.08.1945 — 03.09.1945) - 153-й отдельный автотранспортный батальон (09.08.1945 — 03.09.1945) - 19-я отдельная трофейно-эвакуационная рота (09.08.1945 — 03.09.1945) - 53-й полевой военно-хозяйственный склад (09.08.1945 — 03.09.1945) - 432-я полевая касса Госбанка (09.08.1945 — 03.09.1945) - 502-я военно-почтовая станция (09.08.1945 — 03.09.1945) |                                                                           |
| 54-й район авиационного базирования (09.08.1945 — 03.09.1945)                                                                                       | - 54-я отдельная рота связи (09.08.1945 — 03.09.1945) - 154-й отдельный автотранспортный батальон (09.08.1945 — 03.09.1945) - 24-я отдельная трофейно-эвакуационная рота (09.08.1945 — 03.09.1945) - 54-й полевой военно-хозяйственный склад (09.08.1945 — 03.09.1945) - 177-я полевая касса Госбанка (09.08.1945 — 03.09.1945) - 562-я военно-почтовая станция (09.08.1945 — 03.09.1945) |                                                                           |
| 56-й ордена Красной Звезды район авиационного базирования (22.07.1941 — 07.01.1943, 20.03.1943 — 09.05.1945)                                        | - 56-я отдельная рота связи (56-й отдельный батальон связи) 31.07.1941 — 07.01.1943, 20.03.1943 — 09.05.1945) - 256-й отдельный батальон оперативной связи 25.09.1941 — 30.01.1942) - 156-й отдельный автотранспортный батальон (26.09.1941 — 07.01.1943, 20.03.1943 — 09.05.1945) - 201-я окоманда по сбору и эвакуации трофейных боеприпасов (27.02.1945 — 09.05.1945) - 58-я техническая команда по уборке аварийных самолетов (11.06.1943 — 27.09.1943) - 59-я техническая команда по уборке аварийных самолетов (до апреля 1943 г. номера не имела) 21.02.1942 — 07.01.1943, 20.03.1943 — 27.09.1943) - 60-я техническая команда по уборке аварийных самолетов (07.05.1943 — 27.09.1943) - 56-я отдельная трофейно-эвакуационная рота (27.09.1943 — 09.05.1945) - 914-я отдельная зенитно-пулеметная рота (28.02.1944 — 09.05.1945) - 56-й прачечный отряд (01.12.1942 — 07.01.1943, 20.03.1943 — 09.05.1945) - 56-й полевой военно-хозяйственный склад (01.05.1943 — 09.05.1945) - 441-я полевая касса Госбанки 01.08.1941 — 07.01.1943, 20.03.1943 — 09.05.1945) - 575-я военно-почтовая станция (01.10.1941 — 07.01.1943, 20.03.1943 — 09.05.1945) |                                                                           |
| 57-й район авиационного базирования (19.07.1941 — 09.05.1945)                                                                                       | - 57-я отдельная рота связи (57-й отдельный батальон связи) 19.07.1941 — 09.05.1945) - 257-й отдельный батальон оперативной связи 14.09.1941 — 04.03.1942) - 157-й отдельный автотранспортный батальон (29.11.1941 — 09.05.1945) - 32-я техническая команда по уборке аварийных самолетов (до апреля 1943 г. — № 1) 26.02.1942 — 30.09.1943) - 33-я техническая команда по уборке аварийных самолетов (до апреля 1943 г. — № 2) 01.01.1943 — 30.09.1943) - 57-я отдельная трофейно-эвакуационная рота (30.09.1943 — 09.05.1945) - 898-я отдельная зенитно-пулеметная рота (05.03.1944 — 09.05.1945) - 57-й прачечный отряд (01.12.1942 — 09.05.1945) - 57-й полевой военно-хозяйственный склад (01.03.1943 — 09.05.1945) - 1270-я полевая касса Госбанка (15.07.1942 — 09.05.1945) - 1509-я военно-почтовая станция (19.10.1941 — 09.05.1945) |                                                                           |
| 59-й район авиационного базирования (10.10.1941 — 28.10.1941, 07.07.1942 — 09.05.1945)                                                              | - 59-й отдельный батальон связи (10.10.1941 — 28.10.1941) - 59-я отдельная рота связи (07.07.1942 — 09.05.1945) - 259-й отдельный батальон оперативной связи 22.10.1941 — 28.10.1941) - 159-й отдельный автотранспортный батальон (22.10.1941 — 28.10.1941, 07.07.1942 — 09.05.1945) - 236-я окоманда по сбору и эвакуации трофейных боеприпасов (08.03.1945 — 09.05.1945) - техническая команда по уборке аварийных самолетов (07.07.1942 — 21.01.1943) - 378-я техническая команда по уборке аварийных самолетов (19.03.1943 — 29.09.1943) - 76-я техническая команда по уборке аварийных самолетов (до апреля 1943 г. — № 591) 10.02.1943 — 29.09.1943) - 77-я техническая команда по уборке аварийных самолетов (до апреля 1943 г. — № 592) 10.02.1943 — 29.09.1943) - 1-я техническая команда по уборке аварийных самолетов (05.04.1943 — 29.09.1943) - 59-я отдельная трофейно-эвакуационная рота (29.09.1943 — 09.05.1945) - 529-я отдельная зенитно-пулеметная рота (28.02.1944 — 09.05.1945) - 59-й прачечный отряд (09.12.1942 — 09.05.1945) - 59-й полевой военно-хозяйственный склад (23.03.1943 — 09.05.1945) - 1780-я полевая касса Госбанка (04.11.1942 — 09.05.1945) - 1503-я военно-почтовая станция (15.10.1941 — 28.10.1941, 07.07.1942 — 09.05.1945) |                                                                           |
| 60-й район авиационного базирования (29.01.1942 — 20.11.1943, 24.04.1944 — 09.05.1945)                                                              | - 60-я отдельная рота связи (60-й отдельный батальон связи) 29.01.1942 — 20.11.1943, 24.04.1944 — 09.05.1945) - 260-й отдельный батальон оперативной связи 29.01.1942 — 01.02.1942) - 160-й отдельный автотранспортный батальон (29.01.1942 — 20.11.1943, 24.04.1944 — 09.05.1945) - 218-я окоманда по сбору и эвакуации трофейных боеприпасов (17.03.1945 — 09.05.1945) - 24-я техническая команда по уборке аварийных самолетов (до апреля 1943 г. — № 1) 10.02.1942 — 27.09.1943) - 25-я техническая команда по уборке аварийных самолетов (до апреля 1943 г. — № 2) 28.11.1942 — 27.09.1943) - 26-я техническая команда по уборке аварийных самолетов (до апреля 1943 г. — № 3) 28.11.1942 — 27.09.1943) - 60-я отдельная трофейно-эвакуационная рота (27.09.1943 — 20.11.1943, 24.04.1944 — 09.05.1945) - 905-я отдельная зенитно-пулеметная рота (24.04.1944 — 09.05.1945) - 60-й прачечный отряд (09.12.1942 — 20.11.1943, 24.04.1944 — 09.05.1945) - 60-й полевой военно-хозяйственный склад (19.03.1943 — 20.11.1943, 24.04.1944 — 09.05.1945) - 688-я полевая касса Госбанка (29.01.1942 — 20.11.1943, 24.04.1944 — 09.05.1945) - 1821-я военно-почтовая станция (29.01.1942 — 20.11.1943, 24.04.1944 — 09.05.1945) |                                                                           |
| 62-й район авиационного базирования (27.02.1942 — 09.05.1945)                                                                                       | - 62-я отдельная рота связи (62-й отдельный батальон связи) 27.02.1942 — 09.05.1945) - 262-й отдельный батальон оперативной связи 27.02.1942 — 12.03.1942) - 162-й отдельный автотранспортный батальон (27.02.1942 — 09.05.1945) - 34-я техническая команда по уборке аварийных самолетов (до марта 1943 г. — № 1) 25.04.1942 — 28.09.1943) - 35-я техническая команда по уборке аварийных самолетов (до марта 1943 г. — № 2) 26.06.1942 — 28.09.1943) - 3-я техническая команда по уборке аварийных самолетов (20.12.1942 — 26.01.1943) - 62-я отдельная трофейно-эвакуационная рота (28.09.1943 — 09.05.1945) - 899-я отдельная зенитно-пулеметная рота (07.03.1944 — 09.05.1945) - 62-й прачечный отряд (14.02.1943 — 09.05.1945) - 62-й полевой военно-хозяйственный склад (28.02.1943 — 09.05.1945) - 1271-я полевая касса Госбанка (15.07.1942 — 09.05.1945) - 1499-я военно-почтовая станция (27.02.1942 — 09.05.1945) |                                                                           |
| 68-й район авиационного базирования (18.09.1941 — 06.02.1942, 07.03.1942 — 09.03.1943, 09.07.1943 — 09.08.1943)                                     | - 68-я отдельная рота связи (68-й отдельный батальон связи) 10.04.1942 — 09.03.1943, 09.07.1943 — 09.08.1943) - 268-й отдельный батальон оперативной связи 09.10.1941 — 06.02.1942) - 168-й отдельный автотранспортный батальон (05.10.1941 — 06.02.1942, 07.03.1942 — 09.03.1943, 09.07.1943 — 09.08.1943) - 114-я техническая команда по уборке аварийных самолетов (до мая 1943 г. — № 1) 23.03.1942 — 09.03.1943, 09.07.1943 — 09.08.1943) - 115-я техническая команда по уборке аварийных самолетов (до мая 1943 г. — № 2) 01.01.1943 — 09.03.1943, 09.07.1943 — 09.08.1943) - 68-й прачечный отряд (68 01.02.1943 — 09.03.1943, 09.07.1943 — 09.08.1943) - 68-й полевой военно-хозяйственный склад (01.03.1943 — 09.03.1943, 09.07.1943 — 09.08.1943) - 942-я полевая касса Госбанка (04.05.1942 — 09.03.1943, 09.07.1943 — 09.08.1943) - 1584-я военно-почтовая станция (20.03.1942 — 09.03.1943, 09.07.1943 — 09.08.1943) |                                                                           |
| 70-й район авиационного базирования (23.08.1944 — 09.05.1945)                                                                                       | - 70-я отдельная рота связи (23.08.1944 — 09.05.1945) - 170-й отдельный автотранспортный батальон (23.08.1944 — 09.05.1945) - 157-я отдельная трофейно-эвакуационная рота (10.11.1944 — 09.05.1945) - 1152-я отдельная зенитно-пулеметная рота (23.08.1944 — 09.05.1945) - 70-й прачечный отряд (12.12.1944 — 09.05.1945) - 70-й полевой военно-хозяйственный склад (23.08.1944 — 09.05.1945) - 1902-я полевая касса Госбанка (10.10.1944 — 09.05.1945) - 1505-я военно-почтовая станция (23.08.1944 — 09.05.1945) |                                                                           |
| 71-й район авиационного базирования (08.11.1941 — 10.10.1942, 02.04.1943 — 09.05.1945)                                                              | - 71-й отдельный батальон связи (08.11.1941 — 14.04.1942) - 71-я отдельная рота связи (14.04.1942 — 10.10.1942, 02.04.1943 — 09.05.1945) - 271-й отдельный батальон оперативной связи 08.11.1941 — 05.02.1942) - 171-й отдельный автотранспортный батальон (08.11.1941 — 10.10.1942) - 179-й отдельный автотранспортный батальон (24.05.1943 — 09.05.1945) - 1-я техническая команда по уборке аварийных самолетов (01.02.1942 — 10.10.1942) - 53-я техническая команда по уборке аварийных самолетов (02.04.1943 — 27.09.1943) - 54-я техническая команда по уборке аварийных самолетов (02.04.1943 — 27.09.1943) - 71-я отдельная трофейно-эвакуационная рота (27.09.1943 — 09.05.1945) - 906-я отдельная зенитно-пулеметная рота (05.03.1944 — 09.05.1945) - 71-й прачечный отряд (02.04.1943 — 09.05.1945) - 71-й полевой военно-хозяйственный склад (02.04.1943 — 09.05.1945) - 593-я полевая касса Госбанка (21.06.1942 — 10.10.1942) - 1293-я полевая касса Госбанка (02.04.1943 — 09.05.1945) - 1500-я военно-почтовая станция (08.11.1941 — 10.10.1942, 02.04.1943 — 09.05.1945) |                                                                           |
| 72-й район авиационного базирования (31.10.1941 — 13.11.1941, 25.04.1942 — 09.05.1945)                                                              | - 72-й отдельный батальон связи (31.10.1941 — 13.11.1941) - 72-я отдельная рота связи (29.04.1942 — 09.05.1945) - 272-й отдельный батальон оперативной связи 31.10.1941 — 13.11.1941) - 172-й отдельный автотранспортный батальон (31.10.1941 — 13.11.1941, 25.04.1942 — 09.05.1945) - 2-я техническая команда по уборке аварийных самолетов (20.06.1942 — 20.01.1943) - 36-я техническая команда по уборке аварийных самолетов (до марта 1943 г. — № 1) 25.04.1942 — 28.09.1943) - 37-я техническая команда по уборке аварийных самолетов (до марта 1943 г. — № 3) 20.12.1942 — 28.09.1943) техническо-эксплуатационная-я команда 23.06.1942 — 18.01.1944) - 72-я отдельная трофейно-эвакуационная рота (28.09.1943 — 09.05.1945) - 900-я отдельная зенитно-пулеметная рота (05.03.1944 — 09.05.1945) - 72-й прачечный отряд (01.12.1942 — 09.05.1945) - 72-й полевой военно-хозяйственный склад (01.03.1943 — 09.05.1945) - 1272-я полевая касса Госбанка (16.07.1942 — 09.05.1945) - 1501-я военно-почтовая станция (31.10.1941 — 13.11.1941, 25.04.1942 — 09.05.1945) |                                                                           |
| 75-й район авиационного базирования (11.06.1943 — 19.12.1943, 01.06.1944 — 09.05.1945)                                                              | - 75-я отдельная рота связи (11.06.1943 — 19.12.1943, 01.06.1944 — 09.05.1945) - 175-й отдельный автотранспортный батальон (01.06.1944 — 09.05.1945) - 213-я окоманда по сбору и эвакуации трофейных боеприпасов (25.02.1945 — 09.05.1945) -я техническая команда по уборке аварийных самолетов (06.07.1943 — 28.09.1943) - 108-я техническая команда по уборке аварийных самолетов (11.10.1943 — 10.12.1943) - 75-я отдельная трофейно-эвакуационная рота (28.09.1943 — 10.12.1943, 01.06.1944 — 09.05.1945) - 915-я отдельная зенитно-пулеметная рота (01.06.1944 — 09.05.1945) - 75-й прачечный отряд (01.06.1944 — 09.05.1945) - 75-й полевой военно-хозяйственный склад (11.06.1943 — 19.12.1943, 01.06.1944 — 09.05.1945) - 1898-я полевая касса Госбанка (11.06.1943 — 19.12.1943, 01.06.1944 — 09.05.1945) - 1506-я военно-почтовая станция (11.06.1943 — 19.12.1943, 01.06.1944 — 09.05.1945) |                                                                           |
| 76-й ордена Красной Звезды район авиационного базирования (23.10.1941 — 01.03.1943, 09.07.1943 — 11.05.1945)                                        | - 76-я отдельная рота связи (76-й отдельный батальон связи) 23.10.1941 — 01.03.1943, 09.07.1943 — 11.05.1945) - 276-й отдельный батальон оперативной связи 23.10.1941 — 01.03.1942) - 176-й отдельный автотранспортный батальон (23.10.1941 — 01.03.1943, 09.07.1943 — 11.05.1945) - 175-й отдельный автотранспортный батальон (09.07.1943 — 02.02.1944) - 229-я окоманда по сбору и эвакуации трофейных боеприпасов (28.02.1945 — 11.05.1945) - 80-я техническая команда по уборке аварийных самолетов (до апреля 1943 г. — № 73) 23.10.1941 — 01.03.1943, 09.07.1943 — 29.09.1943) - 81-я техническая команда по уборке аварийных самолетов (до апреля 1943 г. — № 2) 25.02.1942 — 01.03.1943, 09.07.1943 — 29.09.1943) - 82-я техническая команда по уборке аварийных самолетов (09.07.1943 — 29.09.1943) - 76-я отдельная трофейно-эвакуационная рота (30.09.1943 — 11.05.1945) - 921-я отдельная зенитно-пулеметная рота (15.03.1944 — 11.05.1945) - 76-й прачечный отряд (10.12.1942 — 01.03.1943, 09.07.1943 — 11.05.1945) - 76-й полевой военно-хозяйственный склад (09.07.1943 — 11.05.1945) - 936-я полевая касса Госбанка (23.10.1941 — 01.03.1943, 09.07.1943 — 11.05.1945) - 1496-я военно-почтовая станция (23.10.1941 — 01.03.1943, 09.07.1943 — 11.05.1945) |                                                                           |
| 77-й район авиационного базирования (15.11.1941 — 20.11.1942, 02.01.1943 — 11.05.1945)                                                              | - 77-й отдельный батальон связи (15.11.1941 — 17.04.1942) - 77-я отдельная рота связи (17.04.1942 — 20.11.1942, 02.01.1943 — 11.05.1945) - 277-й отдельный батальон оперативной связи 15.11.1941 — 20.03.1942) - 177-й отдельный автотранспортный батальон (до 24 мая 1943 г. — 77-й отдельный автотранспортный батальон) 15.11.1941 — 20.11.1942, 02.01.1943 — 11.05.1945) - 220-я окоманда по сбору и эвакуации трофейных боеприпасов (20.03.1945 — 11.05.1945) - 1-я техническая команда по уборке аварийных самолетов (01.03.1942 — 20.11.1942, 02.01.1943 — 30.09.1943) - 2-я техническая команда по уборке аварийных самолетов (20.01.1943 — 30.09.1943) - 69-я техническая команда по уборке аварийных самолетов (до июня 1943 г. — № 3) 06.03.1943 — 30.09.1943) - 77-я отдельная трофейно-эвакуационная рота (30.09.1943 — 27.11.1944, 21.01.1945 — 11.05.1945) - 581-я отдельная зенитно-пулеметная рота (04.03.1944 — 11.05.1945) - 77-й прачечный отряд (20.01.1943 — 11.05.1945) - 77-й полевой военно-хозяйственный склад (20.02.1943 — 11.05.1945) - 937-я полевая касса Госбанка (15.11.1941 — 20.11.1942, 02.01.1943 — 11.05.1945) - 1497-я военно-почтовая станция (15.11.1941 — 20.11.1942, 02.01.1943 — 11.05.1945) |                                                                           |
| 78-й район авиационного базирования (04.09.1942 — 09.05.1945)                                                                                       | - 78-я отдельная рота связи (04.09.1942 — 09.05.1945) - 126-й отдельный автотранспортный батальон (17.11.1942 — 09.05.1945) - 235-я окоманда по сбору и эвакуации трофейных боеприпасов (17.03.1945 — 09.05.1945) - техническая команда по уборке аварийных самолетов (07.12.1942 — 11.01.1943) - 278-я техническая команда по уборке аварийных самолетов (11.01.1943 — 07.10.1943) - 78-я техническая команда по уборке аварийных самолетов (04.04.1943 — 07.10.1943) - 78-я отдельная трофейно-эвакуационная рота (07.10.1943 — 09.05.1945) - 541-я отдельная зенитно-пулеметная рота (14.03.1944 — 09.05.1945) - 78-й прачечный отряд (22.11.1942 — 09.05.1945) - 78-й полевой военно-хозяйственный склад (20.03.1943 — 09.05.1945) - 1282-я полевая касса Госбанка (29.10.1942 — 09.05.1945) - 2284-я военно-почтовая станция (25.09.1942 — 09.05.1945) |                                                                           |
| 79-й район авиационного базирования (21.06.1942 — 20.04.1943, 31.05.1943 — 09.05.1945)                                                              | - 79-я отдельная рота связи (21.06.1942 — 20.04.1943, 31.05.1943 — 09.05.1945) - 179-й отдельный автотранспортный батальон (15.02.1943 — 20.04.1943) - 125-й отдельный автотранспортный батальон (17.07.1944 — 18.03.1945) - 296-й отдельный автотранспортный батальон (30.09.1944 — 09.05.1945) - 204-я окоманда по сбору и эвакуации трофейных боеприпасов (27.02.1945 — 09.05.1945) - 27-я техническая команда по уборке аварийных самолетов (до марта 1943 г. номера не имела) 20.03.1943 — 20.04.1943, 31.05.1943 — 27.09.1943) - 79-я отдельная трофейно-эвакуационная рота (27.09.1943 — 09.05.1945) - 916-я отдельная зенитно-пулеметная рота (28.02.1944 — 09.05.1945) - 79-й прачечный отряд (30.11.1942 — 20.04.1943, 31.05.1943 — 09.05.1945) - 79-й полевой военно-хозяйственный склад (15.03.1943 — 20.04.1943, 31.05.1943 — 09.05.1945) - 1225-я полевая касса Госбанка (17.08.1942 — 20.04.1943, 31.05.1943 — 09.05.1945) - 2164-я военно-почтовая станция (17.08.1942 — 20.04.1943, 31.05.1943 — 09.05.1945) |                                                                           |
| 80-й Краснознамённый район авиационного базирования (13.11.1941 — 10.01.1942, 15.07.1942 — 09.05.1945)                                              | - 80-я отдельная рота связи (80-й отдельный батальон связи) 13.11.1941 — 10.01.1942, 15.07.1942 — 09.05.1945) - 280-й отдельный батальон оперативной связи (до 17 октября 1941 г. — 80-й отдельный батальон оперативной связи) 13.11.1941 — 10.01.1942) - 180-й отдельный автотранспортный батальон (13.11.1941 — 10.01.1942, 15.07.1942 — 09.05.1945) - 203-я окоманда по сбору и эвакуации трофейных боеприпасов (25.02.1945 — 09.05.1945) - 60-я техническая команда по уборке аварийных самолетов (до мая 1943 г. — № 1) 01.08.1942 — 27.09.1943) - 61-я техническая команда по уборке аварийных самолетов (до мая 1943 г. — № 2) 01.01.1943 — 27.09.1943) - 62-я техническая команда по уборке аварийных самолетов (до мая 1943 г. — № 3) 01.01.1943 — 27.09.1943) - 63-я техническая команда по уборке аварийных самолетов (до мая 1943 г. — № 4) 01.04.1943 — 27.09.1943) - 80-я отдельная трофейно-эвакуационная рота (27.09.1943 — 09.05.1945) - 1150-я отдельная зенитно-пулеметная рота (28.02.1944 — 09.05.1945) - 80-й прачечный отряд (01.01.1943 — 09.05.1945) - 80-й полевой военно-хозяйственный склад (01.05.1943 — 09.05.1945) - 496-я полевая касса Госбанка (13.11.1941 — 10.01.1942, 15.07.1942 — 09.05.1945) - 1498-я военно-почтовая станция (13.11.1941 — 10.01.1942, 15.07.1942 — 09.05.1945) |                                                                           |
| 82-й район авиационного базирования (18.08.1941 — 09.05.1945)                                                                                       | - 115-й отдельный батальон связи (10.09.1941 — 17.09.1941) - 82-й отдельный батальон связи (20.09.1941 — 27.04.1942) - 82-я отдельная рота связи (27.04.1942 — 09.05.1945) - 282-й отдельный батальон оперативной связи 01.10.1941 — 20.02.1942) - 219-я окоманда по сбору и эвакуации трофейных боеприпасов (22.03.1945 — 09.05.1945) - 19-я техническая команда по уборке аварийных самолетов (до апреля 1943 г. — № 1) 17.04.1942 — 01.10.1943) - 20-я техническая команда по уборке аварийных самолетов (до апреля 1943 г. — № 2) 17.04.1942 — 01.10.1943) - 82-я отдельная трофейно-эвакуационная рота (01.10.1943 — 09.05.1945) - 896-я отдельная зенитно-пулеметная рота (27.02.1944 — 09.05.1945) - 82-й прачечный отряд (01.02.1943 — 09.05.1945) - 82-й полевой военно-хозяйственный склад (07.03.1943 — 09.05.1945) - 84-я полевая касса Госбанка (10.09.1941 — 09.05.1945) - 463-я военно-почтовая станция (10.09.1941 — 09.05.1945) |                                                                           |
| 83-й район авиационного базирования (23.11.1941 — 28.01.1942, 15.05.1942 — 30.03.1943)                                                              | - 220-й отдельный батальон связи (23.11.1941 — 26.11.1941) - 216-й отдельный батальон связи (23.11.1941 — 26.11.1941) - 83-й отдельный батальон связи (27.11.1941 — 28.01.1942) - 83-я отдельная рота связи (15.05.1942 — 30.03.1943) - 283-й отдельный батальон оперативной связи 27.11.1941 — 28.01.1942) - 183-й отдельный автотранспортный батальон (16.10.1942 — 30.03.1943) - 83-й прачечный отряд (19.11.1942 — 30.03.1943) - 83-й полевой военно-хозяйственный склад (10.03.1943 — 30.03.1943) - 220-я полевая касса Госбанка (23.11.1941 — 28.01.1942, 15.05.1942 — 30.03.1943) - 351-я военно-почтовая станция (23.11.1941 — 28.01.1942) - 624-я военно-почтовая станция (23.11.1941 — 28.01.1942, 15.05.1942 — 30.03.1943) |                                                                           |
| 85-й район авиационного базирования (23.11.1941 — 15.03.1943, 09.07.1943 — 10.08.1944)                                                              | - 85-я отдельная рота связи (27.05.1942 — 15.03.1943, 09.07.1943 — 10.08.1944) - 85-й отдельный батальон связи (23.11.1941 — 12.12.1941, 11.03.1942 — 27.05.1942) - 210-й отдельный батальон связи (15.01.1942 — 11.03.1942) - 285-й отдельный батальон оперативной связи 01.12.1941 — 25.02.1942) - 85-й отдельный автотранспортный батальон (13.03.1942 — 29.04.1942 Переименован в 185-й отдельный автотранспортный батальон (29.04.1942 г. - 185-й отдельный автотранспортный батальон (29.04.1942 — 15.03.1943, 09.07.1943 — 10.08.1944) - 103-й отдельный автотранспортный батальон (09.07.1943 — 23.07.1943) - 71-я техническая команда по уборке аварийных самолетов (21.03.1942 — 15.03.1943) - 25-я техническая команда по уборке аварийных самолетов (до июня 1942 г. — № 1) 21.03.1942 — 15.03.1943) - 110-я техническая команда по уборке аварийных самолетов (09.07.1943 — 27.09.1943) - 111-я техническая команда по уборке аварийных самолетов (09.07.1943 — 27.09.1943) - 85-я отдельная трофейно-техническая рота 27.09.1943 — 10.08.1944) - 922-я отдельная зенитно-пулеметная рота (25.03.1944 — 10.08.1944) - 6-й прачечный отряд (06.12.1942 — 15.03.1943, 09.07.1943 — 10.08.1944) - 85-й полевой военно-хозяйственный склад (09.07.1943 — 10.08.1944) - 300-я полевая касса Госбанка (23.11.1941 — 15.03.1943, 09.07.1943 — 10.08.1944) - 623-я военно-почтовая станция (21.12.1941 — 28.05.1942) - 637-я военно-почтовая станция (23.11.1941 — 15.03.1943, 09.07.1943 — 10.08.1944) |                                                                           |
| 86-й район авиационного базирования (09.08.1945 — 03.09.1945)                                                                                       | - 86-я отдельная рота связи (09.08.1945 — 03.09.1945) - 187-й отдельный автотранспортный батальон (09.08.1945 — 03.09.1945) - 86-й полевой военно-хозяйственный склад (09.08.1945 — 03.09.1945) - 31-я полевая касса Госбанка (09.08.1945 — 03.09.1945) - 508-я военно-почтовая станция (09.08.1945 — 03.09.1945) |                                                                           |
| 87-й район авиационного базирования (09.08.1945 — 03.09.1945)                                                                                       | - 87-я отдельная рота связи (09.08.1945 — 03.09.1945) - 296-й отдельный автотранспортный батальон (09.08.1945 — 03.09.1945) - 75-я отдельная трофейно-эвакуационная рота (09.08.1945 — 03.09.1945) - 34-я отдельная трофейно-эвакуационная рота (09.08.1945 — 12.08.1945) - 692-я отдельная зенитно-пулеметная рота (23.08.1945 — 03.09.1945) - 87-й полевой военно-хозяйственный склад (09.08.1945 — 03.09.1945) - 150-я полевая касса Госбанка (09.08.1945 — 03.09.1945) - 559-я военно-почтовая станция (09.08.1945 — 03.09.1945) |                                                                           |
| 88-й район авиационного базирования (09.08.1945 — 03.09.1945)                                                                                       | - 88-я отдельная рота связи (09.08.1945 — 03.09.1945) - 88-й полевой военно-хозяйственный склад (09.08.1945 — 03.09.1945) - 449-я полевая касса Госбанка (09.08.1945 — 03.09.1945) - 558-я военно-почтовая станция (09.08.1945 — 03.09.1945) |                                                                           |
| 89-й район авиационного базирования (09.08.1945 — 03.09.1945)                                                                                       | - 89-я отдельная рота связи (09.08.1945 — 03.09.1945) - 189-й отдельный автотранспортный батальон (09.08.1945 — 03.09.1945) - 72-я отдельная трофейно-эвакуационная рота (09.08.1945 — 03.09.1945) - 89-й полевой военно-хозяйственный склад (09.08.1945 — 03.09.1945) - 433-я полевая касса Госбанка (09.08.1945 — 03.09.1945) - 503-я военно-почтовая станция (09.08.1945 — 03.09.1945) |                                                                           |
| 90-й район авиационного базирования (09.08.1945 — 03.09.1945)                                                                                       | - 90-я отдельная рота связи (09.08.1945 — 03.09.1945) - 190-й отдельный автотранспортный батальон (09.08.1945 — 03.09.1945) - 3-я отдельная трофейно-эвакуационная рота (09.08.1945 — 03.09.1945) - 90-й полевой военно-хозяйственный склад (09.08.1945 — 03.09.1945) - 454-я полевая касса Госбанка (09.08.1945 — 03.09.1945) - 563-я военно-почтовая станция (09.08.1945 — 03.09.1945) |                                                                           |
| 95-й Мукденский район авиационного базирования (09.08.1945 — 03.09.1945) (09.08.1945 — 03.09.1945)                                                  | - 95-я отдельная рота связи (09.08.1945 — 03.09.1945) - 157-й отдельный автотранспортный батальон (09.08.1945 — 03.09.1945) - 71-я отдельная трофейно-эвакуационная рота (09.08.1945 — 03.09.1945) - 195-й полевой военно-хозяйственный склад (09.08.1945 — 03.09.1945) - 457-я полевая касса Госбанка (09.08.1945 — 03.09.1945) - 564-я военно-почтовая станция (09.08.1945 — 03.09.1945) |                                                                           |
| 96-й Краснознамённый район авиационного базирования (15.02.1942 — 15.10.1944)                                                                       | - 196 отдельная автотранспортная рота 22.02.1942 — 15.10.1944) |                                                                           |
| 97-й район авиационного базирования (09.08.1945 — 03.09.1945)                                                                                       | - 97-я отдельная рота связи (09.08.1945 — 03.09.1945) - 135-й отдельный автотранспортный батальон (09.08.1945 — 03.09.1945) - 60-я отдельная трофейно-эвакуационная рота (09.08.1945 — 03.09.1945) - 82-я отдельная трофейно-эвакуационная рота (09.08.1945 — 03.09.1945) - 97-й полевой военно-хозяйственный склад (09.08.1945 — 03.09.1945) - 2365-я военно-почтовая станция (09.08.1945 — 03.09.1945) |                                                                           |
| 98-й район авиационного базирования (09.08.1945 — 03.09.1945)                                                                                       | - 98-я отдельная рота связи (09.08.1945 — 03.09.1945) - 175-й отдельный автотранспортный батальон (09.08.1945 — 03.09.1945) - 23-я отдельная трофейно-эвакуационная рота (09.08.1945 — 03.09.1945) - 98-й полевой военно-хозяйственный склад (09.08.1945 — 03.09.1945) - 1264-я полевая касса Госбанка (09.08.1945 — 03.09.1945) - 2082-я военно-почтовая станция (09.08.1945 — 03.09.1945) |                                                                           |
| 99-й район авиационного базирования (09.08.1945 — 03.09.1945)                                                                                       | - 99-я отдельная рота связи (09.08.1945 — 03.09.1945) - 99-й полевой военно-хозяйственный склад (09.08.1945 — 03.09.1945) - 1769-я полевая касса Госбанка (09.08.1945 — 03.09.1945) - 1982-я военно-почтовая станция (09.08.1945 — 03.09.1945) |                                                                           |